# Репрезентација Малезије у хокеју на леду
Хокејашка репрезентација Малезије представља Малезију на међународним такмичењима у хокеју на леду и под окриљем је Савеза хокеја на леду Малезије. Пуноправна је чланица Међународне хокејашке федерације од 28. септембра 2006. године.
Репрезентација се тренутно такмичи на турнирима за Азијски челенџ куп, те на Азијским зимским играма. Како активно не учествује у такмичењима за светска првенства нема пласман на ранг листи ИИХФ-а.

## Историјат
Репрезентација Малезије дебитовала је на међународним такмичењима на хокејашком турниру у оквиру Азијских зимских игара 2007. у кинеском Чангчуену. У својој првој утакмици малезијски хокејаши остварили су и историјску прву победу савладавши селекцију Хонкгонга резултатом 7:3 (утакмица је играна 26. јануара). На том турнири селекција Малезије је заузела 8. место.
Већ наредне године репрезентација је дебитовала и на инаугуралном Азијском челенџ купу играном у Хонгконгу. На том турниру Малезија је остварила највећи успех у историји освајањем другог места и сребрне медаље. На истом такмичењу су 2009. и 2012. освајали бронзане медаље.

## Резултати на Азијском челенџ купу
| Год.  | Место       | Пласман      | Категорија (група) |
| ----- | ----------- | ------------ | ------------------ |
| 2008. | Хонгконг    | 2/6          | Челенџ куп 2008.   |
| 2009. | Абу Даби    | 3/8          | Челенџ куп 2009.   |
| 2010. | Тајпеј      | 4/9          | Челенџ куп 2010.   |
| 2012. | Дехрадун    | 8/10         | Челенџ куп 2012.   |
| 2013. | Бангкок     | 8/10         | Челенџ куп 2013.   |
| 2015. | Кувајт Сити | ???/7 (?/12) | Дивизија           |

## Резултати на Азијским зимским играма
| Год.  | Место         | Пласман |
| ----- | ------------- | ------- |
| 2007. | Кина Чангчуен | 8/11    |
| 2011. | Астана        | 10/12   |

## Резултати против осталих репрезентација
Закључно са крајем 2014.
| Репрезентација    | Ут | Поб | Н | Пор | ГД  | ГП  | ГР  |
| ----------------- | -- | --- | - | --- | --- | --- | --- |
| Хонгконг          | 3  | 3   | 0 | 0   | 15  | 8   | +7  |
| Јужна Кореја      | 1  | 0   | 0 | 1   | 0   | 14  | -14 |
| Северна Кореја    | 1  | 0   | 0 | 1   | 0   | 15  | -15 |
| Кувајт            | 6  | 3   | 0 | 3   | 29  | 31  | -2  |
| Сингапур          | 2  | 1   | 1 | 0   | 5   | 4   | +1  |
| Тајланд           | 6  | 0   | 1 | 5   | 11  | 53  | -42 |
| Кинески Тајпеј    | 3  | 1   | 0 | 2   | 6   | 14  | -4  |
| Макао             | 4  | 4   | 0 | 0   | 24  | 6   | +18 |
| Монголија         | 2  | 1   | 0 | 1   | 9   | 8   | +1  |
| Индија            | 3  | 3   | 0 | 0   | 41  | 5   | +36 |
| УАЕ               | 5  | 0   | 0 | 5   | 4   | 36  | -32 |
| Бахреин           | 1  | 1   | 0 | 0   | 25  | 0   | +25 |
| Киргистан         | 1  | 0   | 0 | 1   | 2   | 23  | -21 |
| Укупно: 13 ривала | 38 | 17  | 2 | 19  | 161 | 217 | -56 |